# Tess Davies
Tess Davies (7 maggio 1991) è un'ex sciatrice alpina canadese.

## Biografia
Attiva in gare FIS dal dicembre del 2006, la Davies in Nor-Am Cup ha esordito l'11 dicembre 2007 a Panorama in supergigante (49ª) e ha ottenuto il primo podio il 15 febbraio 2011 ad Aspen in discesa libera (3ª). In Coppa del Mondo ha debuttato il 2 dicembre 2011 a Lake Louise in discesa libera (54ª), ha ottenuto il suo miglior piazzamento il giorno successivo nelle medesime località e specialità (50ª) e ha disputato l'ultima delle sue tre gare nel massimo circuito il 4 dicembre, sempre a Lake Louise, in supergigante (56ª).
Il 14 febbraio 2012 ha ottenuto ad Aspen in discesa libera il suo secondo e ultimo podio in Nor-Am Cup (2ª). Si è ritirata al termine della stagione 2012-2013 e la sua ultima gara è stata un supergigante FIS disputato a Panorama il 4 aprile, chiuso dalla Davies al 14º posto; non ha preso parte a rassegne olimpiche o iridate.

## Palmarès

### Nor-Am Cup
- Miglior piazzamento in classifica generale: 20ª nel 2011
- 2 podi:
  - 1 secondo posto
  - 1 terzo posto